# Los Hermanos Tejada
Los Hermanos Tejada es el nombre de un dueto colombiano, de música regional, conformado por los hermanos Gustavo y Roberto Tejada Cardona. Se han presentado en los principales escenarios de Colombia como: Teatro Colon de Bogotá, Teatro Jorge Eliécer Gaitán, Auditorio León de Greiff de la Universidad Nacional, Teatro municipal de Cali, entre otros.
Del mismo modo, han sido galardonados con la Medalla de Oro Garzón y Collazos, la orden al mérito Departamento del Caquetá, la orden José Acevedo y Gómez en la categoría de Gran Cruz, del Concejo de Bogotá, la orden Su Majestad El Bambuco, impuesta por el Dueto Silva y Villalba en Ibagué, Medalla de oro José A. Morales, en El Socorro Santander, entre otras. A lo largo de su trayectoria artística han grabado alrededor de 20 discos. Fueron reconocidos como los sucesores del legado de Silva y Villalba.

## Biografía
Conformado por Gustavo Tejada Cardona, intérprete del tiple y primera voz y Roberto Tejada Cardona, intérprete de la guitarra y segunda voz, nacidos en el municipio de Morelia, Departamento del Caquetá, en 1966 y 1964, respectivamente.
En 1982, comienza su carrera profesional con la grabación de su primer LP titulado Haciendo Folclor, con el apoyo del compositor Ismael Tellez Valenzuela y el Instituto de Cultura y Turismo del Caquetá.
En 1984, ingresan a la casa disquera Fonoson y graban su segundo y tercer LP titulados Déjame quererte y Amo mucho tus ojos.
En 1990, con el apoyo del dueto Silva y Villalba, graban su cuarto trabajo discográfico, para la disquera PHILIPS de Colombia titulado Dime Corazón.
En 1997, discos Fuentes lanzó un CD denominado Estrellas de la Música Colombiana, en donde alternan con figuras como Silva y Villalba, Jaime Llano González, Los Hermanos Martínez, Víctor Hugo Ayala, entre otros.
En 1998, para la disquera SONOTEC, graban los siguientes trabajos discográficos: Colombia y su música Volumen 1 y 2, 30 Éxitos de la música colombiana Volumen 1 y 2 y 30 Éxitos de la música Latinoamericana Volumen 1 y 2.
En el año 2004, la firma SEMILLA MUSIC comercializa el CD titulado Tierra de las maravillas.
En 2005 ingresan a la multinacional UNIVERSAL MUSIC y graban el C.D. titulado Quiéreme Ahora, el cual fue promovido en Venezuela, Perú y Houston y Miami en EEUU.
Debido al éxito alcanzado con el anterior trabajo, Universal Music lanza en 2008 otro álbum denominado Sentimiento Nuestro, con una gran acogida del público colombiano. Este trabajo tiene los arreglos y dirección musical de los maestros Pacho y Jorge Zapata y el acompañamiento de varios músicos de la Orquesta Filarmónica de Bogotá. Tiene como novedad la inclusión de batería, acordeón y bugle instrumentos nunca antes utilizados en la interpretación de música colombiana.
Otro de sus trabajos discográficos grabado para Yoyo Music, en un álbum que contiene 2 CD y 1 DVD, en homenaje a los maestros Jorge Villamil y José A. Morales, con 18 canciones de cada uno de ellos.
En 2022, formaron parte de los artistas que rindieron homenaje a los maestros Silva y Villalba, en el escenario del Teatro Cafam de Bellas Artes, acompañados por la Orquesta de Cuerdas de la Orquesta Sinfónica de Bogotá (FOSBO), bajo la dirección del maestro Zbigniew Zajac.

## Reconocimientos
Roberto y Gustavo Tejada han sido ganadores de innumerables premios (Festivales Nacionales de Duetos, Primer puesto en el Concurso Nacional de Duetos El Mangostino de Oro, en Mariquita Tolima, Galardonados en 1999 con la Orden al Mérito “José Acevedo y Gómez” en la categoría de Gran Cruz, impuesta por el Concejo de Bogotá, por mencionar algunos), han participado en un sinnúmero de festivales de música colombiana dejando siempre en alto no solo su nombre artístico de “Los Hermanos Tejada” sino su enorme calidad interpretativa en cada una de sus canciones propias o de otros autores.